# Erebia pulchrappenina
Erebia pulchrappenina är en fjärilsart som beskrevs av Ruggero Verity 1953. Erebia pulchrappenina ingår i släktet Erebia och familjen praktfjärilar. Inga underarter finns listade i Catalogue of Life.